# Musée du livre miniature de Bakou
Le musée du livre miniature de Bakou (azéri : Miniatür Kitab Muzeyi) est un musée privé consacré aux livres miniatures et situé dans la vieille ville de Bakou.

## Historique
Fondé par Zarifa Salakhova, la sœur du peintre Taïr Salakhov, le musée du livre miniature ouvre le 23 avril 2002, journée mondiale du livre et du droit d'auteur.

## Description
La curation des œuvres est assurée par Zarifa Salakhova, elle-même auteure de livres miniatures (et membre du CNO, qui a collectionné les livres miniatures pendant 30 ans avant d'ouvrir le musée). Le musée est dirigé par sa fille, Suad Aladdin.

## Collection
La collection du musée compte 8,500 œuvres publiées dans 80 pays. 5 555 sont exposées dans les 39 étagères vitrifiées du musée. Les autres pièces de la collection sont exposées au Centre culturel Heydar Aliyev (1051 pièces), à Gandja (1052 pièces), et à Chaki (620 pièces).
La collection comprend des livres de Moldavie, Géorgie, Ukraine, Biélorussie, des républiques de l’Asie Centrale, ainsi que de l’Europe. Le musée compte des exemplaires rares des œuvres de K.I.Tchukovski, A.L. Barto, N.V. Gogol, F.M. Dostoyevski, les œuvres d’A.S. Pouchkine ; des auteurs classiques azerbaïdjanais tels que Vaguif, Khourchidbanu Natavan, Nizami Gandjevi, Nassimi, Fuzûlî, Samed Vurgun, Mirza Fatali Akhundov,. La plus veille pièce de la collection est une copie du Coran datant du XVIIe siècle. Le musée expose le plus petit livre miniature japonais (2x2 millimètres), 3 livres rares qui se consultent à la loupe, et le plus petit livre miniature russe (6x9 millimètres).

## Galerie de photos

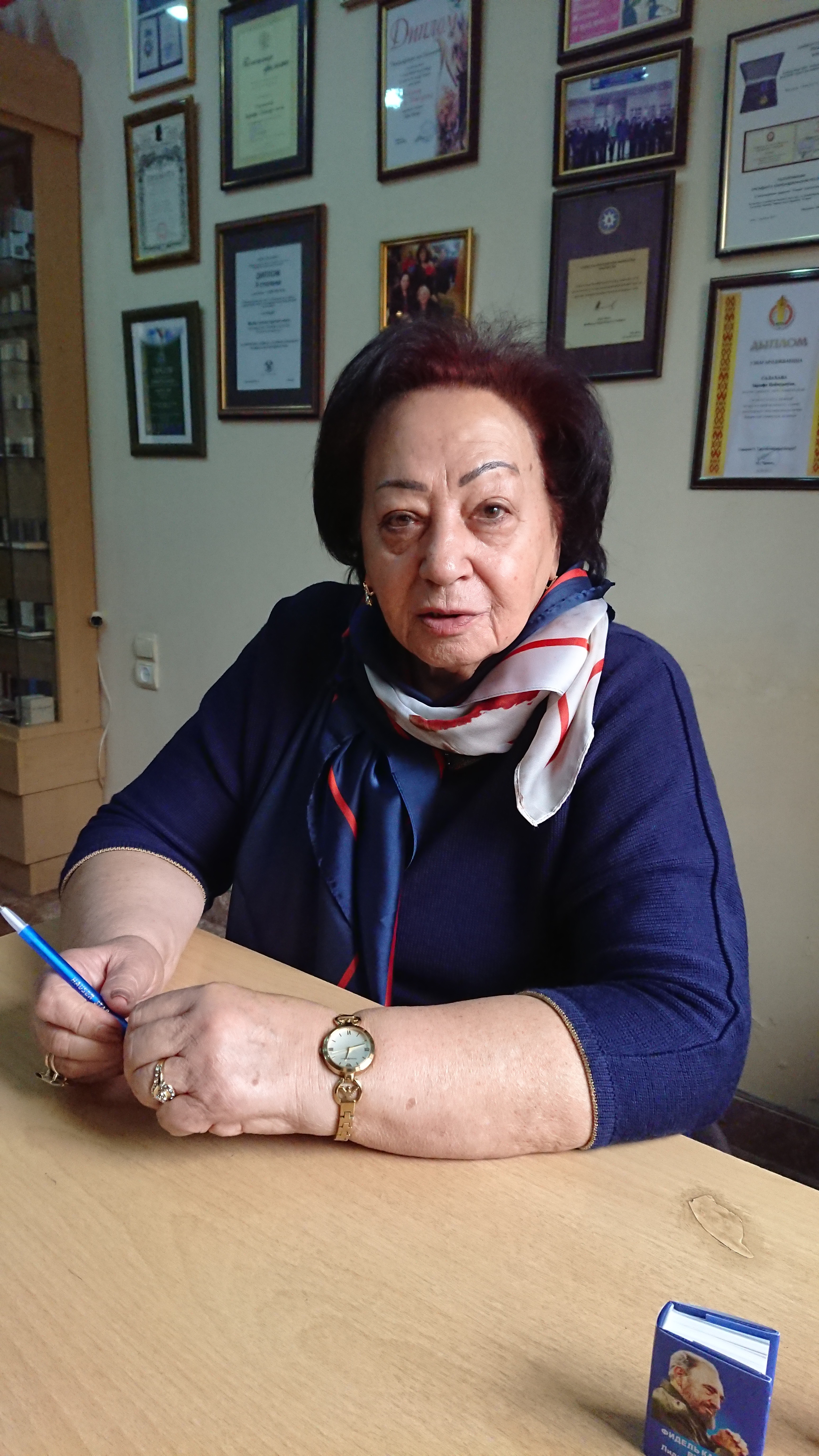
Zarifa Salakhova, fondatrice du musée.
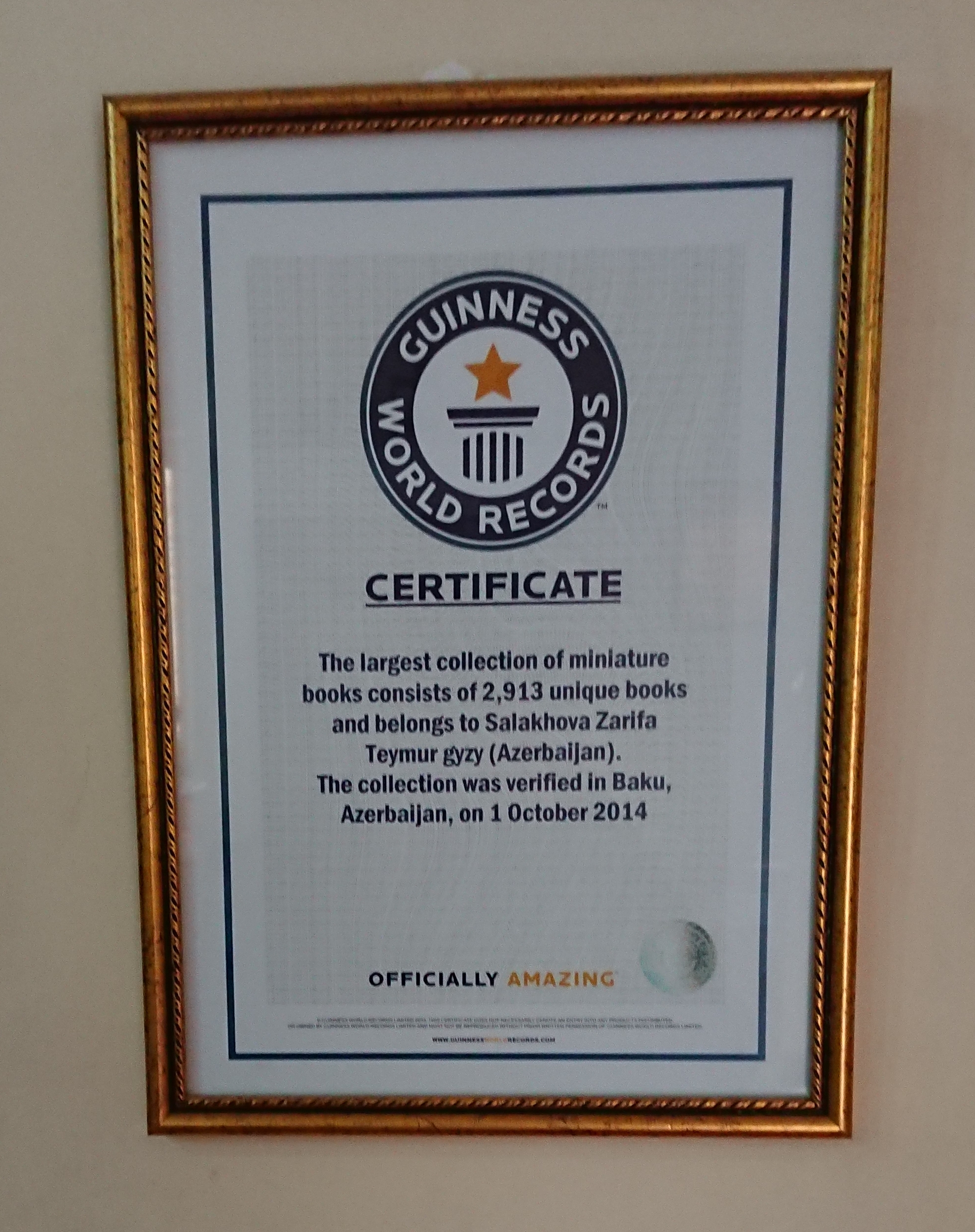
Attestation Guiness World Records 2014.
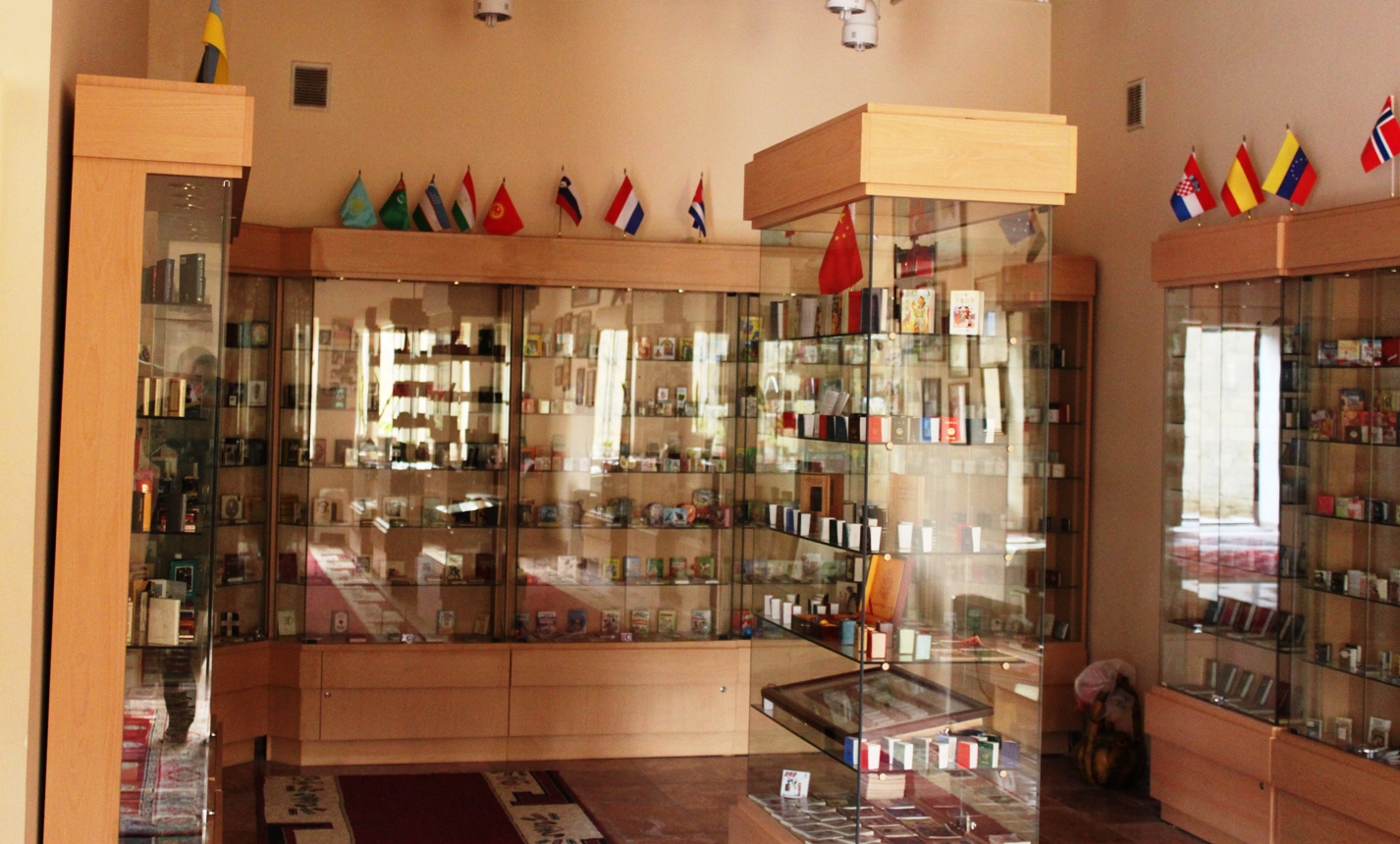
Étagères vitrifiées du musée.
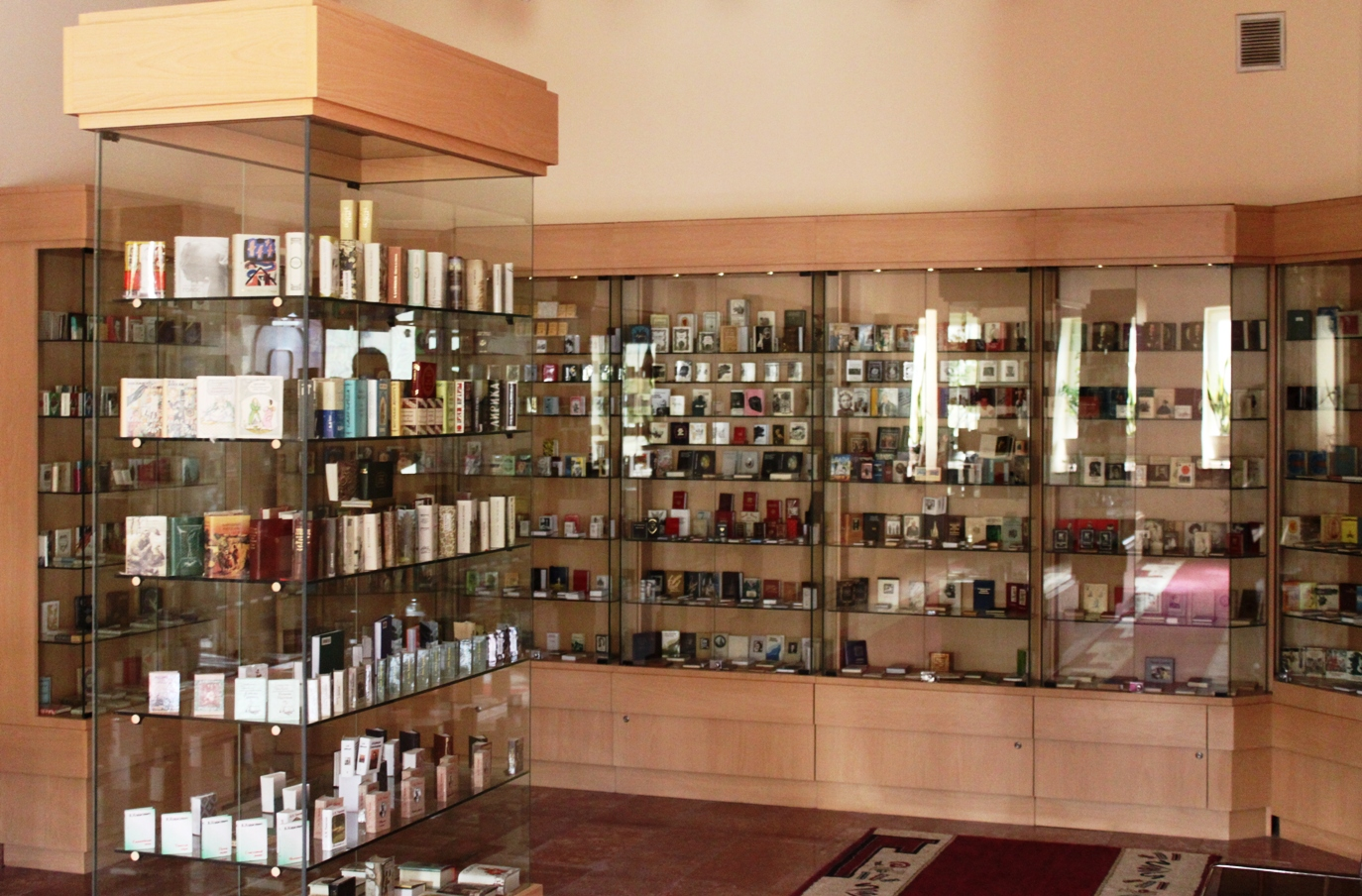
Étagères vitrifiées du musée.
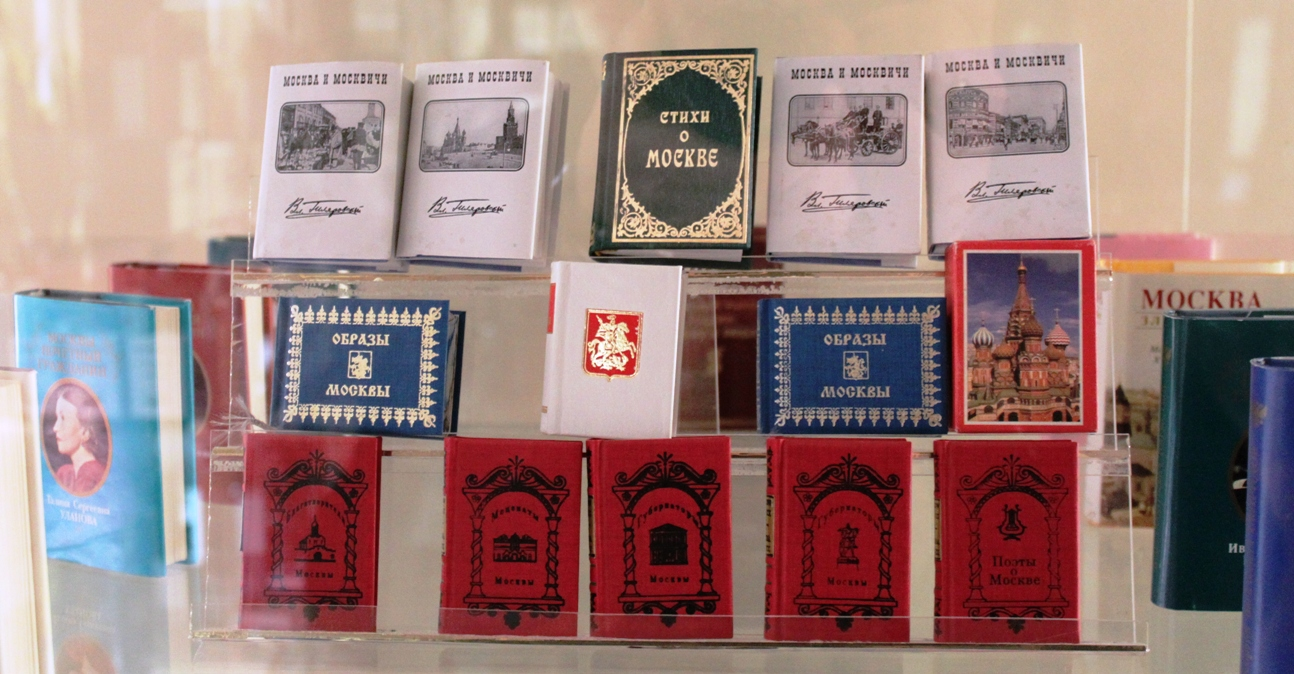
Livres de la collection du musée.
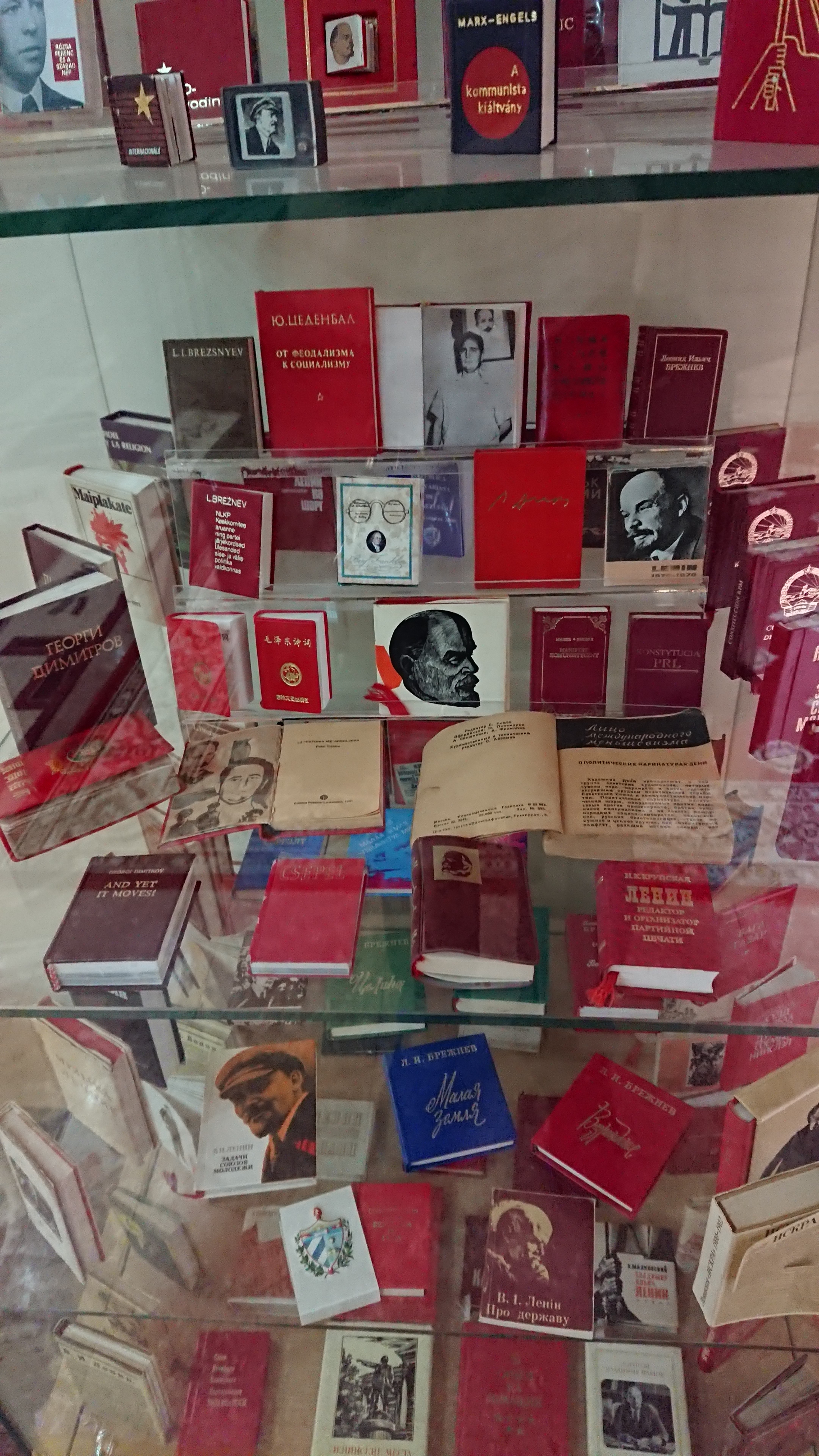
Œuvres russes du XXe siècle.
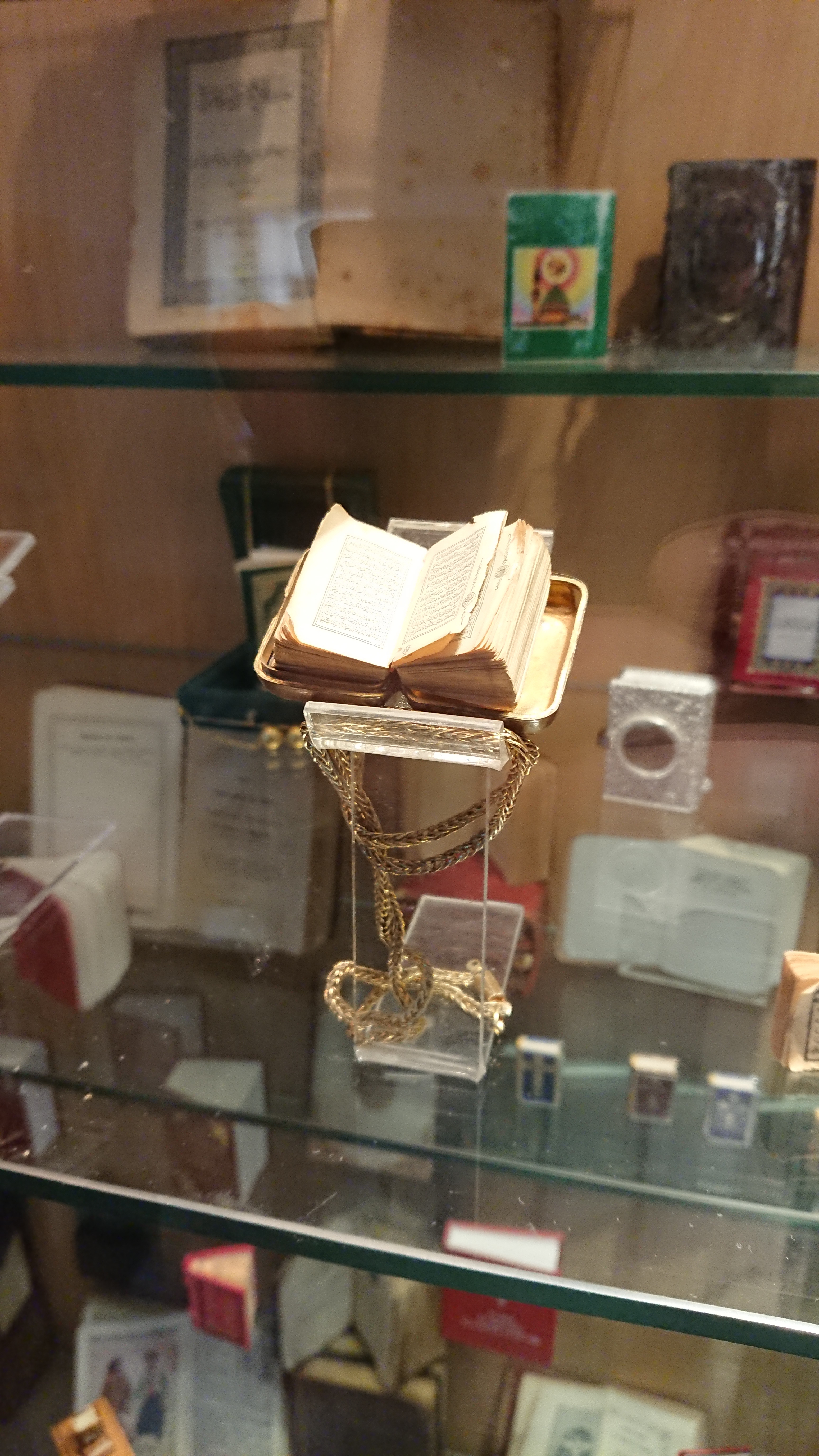
Livre miniature.
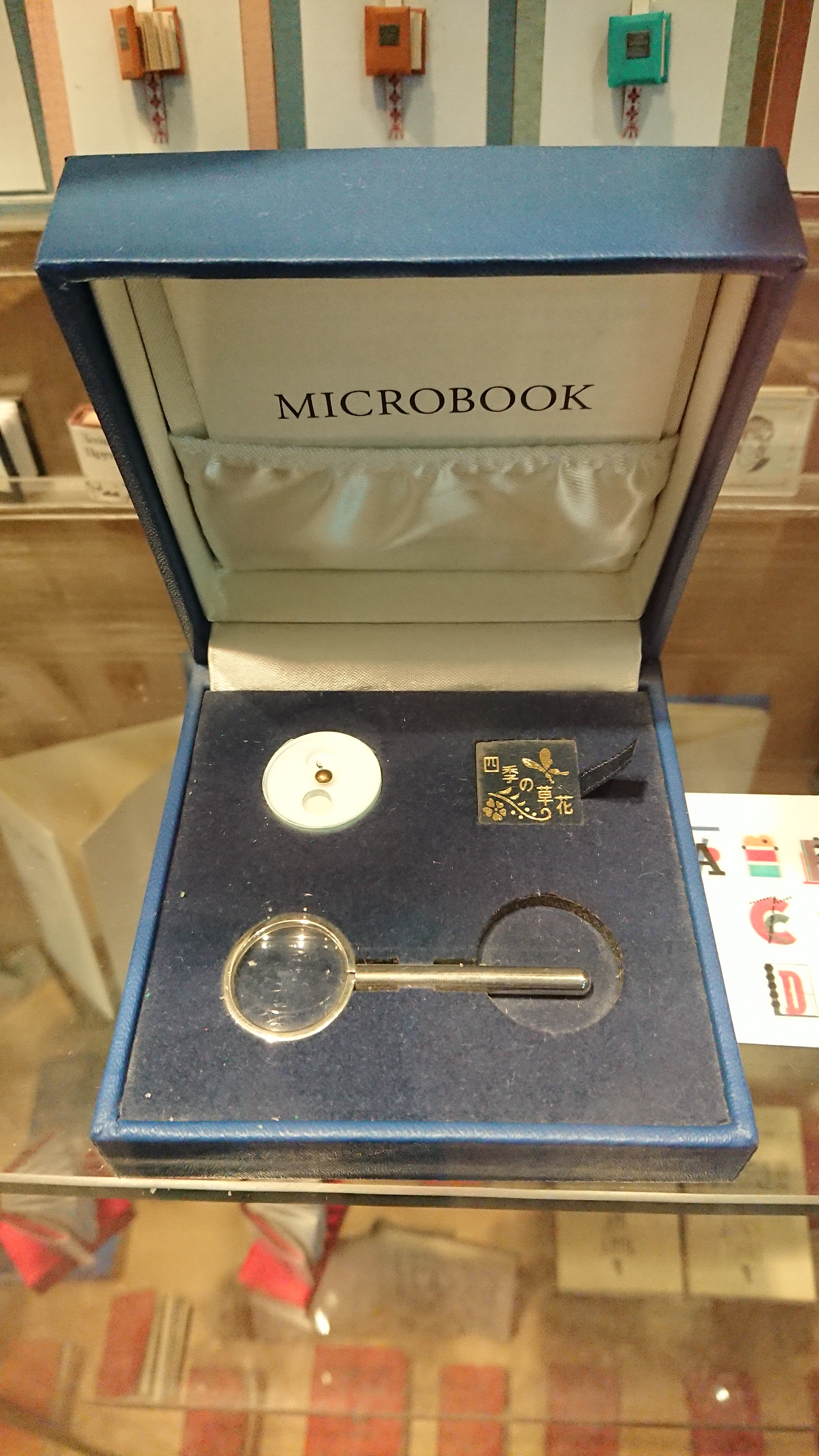
Livre miniature avec loupe.